# Skældyr
Skældyr (Pholidota) er en orden inden for pattedyrklassen. Ordenen består af blot en enkelt familie, Manidae.
Skældyr er insektædende pattedyr, der engang var udbredt i hele verden, men nu er begrænset til fire arter i Afrika, og fire i Sydøstasien.
Skældyret lever af myrer og termitter. Den graver hul på insektboet med sine kraftige forben med store kløer og slikker dem op med sin lange tunge. Kraniet er aflangt og tandløst, underkæben er reduceret. Tungen kan række 25 cm ud og har muskelrødder der når helt ned til dens bækken. Det vigtigste kendetegn er de store skæl der dækker hele dens krop så den ligner en grankogle med ben. Når den bliver truet, ruller den sig sammen til en kugle.
Skældyret minder meget om myreslugeren og bæltedyret, som også er insektædere med lange tunger, kraftige graveforben og ingen eller få tænder. Af den grund regnede man dem tidligere for at være nært beslægtede, men i dag regner man blot med at der er tale om parallel udvikling. Skældyret mangler en række karakteristiske træk ved skelettet som de andre har. Derfor placeres myreslugere og bæltedyr, sammen med dovendyr, i deres egen orden, Xenarthra.

## Klassifikation
- Orden: Pholidota (Skældyr)
  - Familie: Manidae
    - Underfamilie: Maninae
      - Slægt: Manis
        - Underslægt: Manis subg. Manis
          - Manis (Manis) pentadactyla (Kinesisk skældyr)

        - Underslægt: Manis subg. Paramanis
          - Manis (Paramanis) javanica
          - Manis culionensis (Filippinsk skældyr)

        - Underslægt: Manis subg. Phatage
          - Manis (Phatages) crassicaudata

    - Underfamilie: Smutsiinae
      - Tribus: Smutsiini
        - Slægt: Smutsia
          - Smutsia gigantea (Kæmpeskældyr)
          - Smutsia temminckii (Temmincks skældyr)

      - Tribus: Uromanini
        - Slægt: Phataginus
          - Phataginus tricuspis

        - Slægt: Uromanis
          - Uromanis tetradactyla (Langhalet skældyr)

## Eksterne links og Kilder
1. ↑  Pangolins: the World’s Cutest Creature You’ve Never Heard Of. BMC 2017

- Systema naturae 2000 (classification) – Taxon: Suborder Pholidota